# Xã Fairview, Quận Fayette, Indiana
Xã Fairview (tiếng Anh: Fairview Township) là một xã thuộc quận Fayette, tiểu bang Indiana, Hoa Kỳ. Năm 2010, dân số của xã này là 347 người.